# Lasswade
Lasswade ist eine Ortschaft in der schottischen Council Area Midlothian beziehungsweise in der traditionellen Grafschaft Edinburghshire. Sie liegt rund 15 Kilometer südöstlich von Edinburgh und ist mit der im Osten benachbarten Kleinstadt Bonnyrigg zusammengewachsen. Lasswade liegt im Tal des North Esk und an dessen Hängen.

## Geschichte
Im 13. Jahrhundert wurde mit der heutigen Lasswade Old Parish Church eine Kirche in Lasswade erbaut. Nachdem das Gebäude im Laufe der Jahrhunderte baufällig geworden war, entstand 1793 ein Neubau. Auf dem Friedhof ist der 1649 verstorbene schottische Dichter William Drummond of Hawthornden bestattet. Zwischen 1798 und 1804 lebte der bedeutende schottische Dichter Walter Scott in der Villa Lasswade Cottage.
Ab 1786 ließ Henry Dundas, 1. Viscount Melville mit Melville Castle ein Herrenhaus auf einem weitläufigen Anwesen nordwestlich von Lasswade erbauen. Der schottische Architekt James Playfair lieferte die Entwürfe für das neogotische Gebäude.
Lasswade entwickelte sich als Mühlenstandort. So siedelten sich dort Getreide- und Papiermühlen sowie Teppichfabriken an. Im 19. Jahrhundert war Lasswade ein beliebter Ausflugsort für reiche Edinburgher Bürger.

## Persönlichkeiten
- Archibald Thorburn (1860–1935), Tiermaler und Naturschützer
- Eleanor Pairman (1896–1973), US-amerikanische Mathematikerin und Hochschullehrerin